# AntennaPod
AntennaPod er en open source podcastklient til Android. Den fungerer som en nyhedsaggregator, der kontrollerer lytterens abonnementer for nyligt udgivne podcast-afsnit og henter lydfilerne ned på enheden eller streamer dem direkte fra serveren. AntennaPod-appen er gratis og reklamefri, men modtager donationer.
App samt tilhørende hjemmeside udvikles og vedligeholdes af en løs gruppe af frivillige fra hele verden. Der står ingen officiel organisation bag. I 2021 bidrog godt et halvt hundrede frivillige til udviklingen af AntennaPod.
AntennaPod driver ikke selv en server, som lagrer podcasts eller indsamler brugerdata. I stedet tjekker appen for nye afsnit af podcasts direkte hos udgiverne. Som bruger undgår man dermed, at en mellemmand har mulighed censurere udvalget af podcasts og overvåge ens forbrugsmønster.

## Modtagelse
Appen er blevet downloadet over 500.000 gange fra Google Play Store. AntennaPod kan også hentes fra F-Droid, som er et lager for gratis og Open Source Software (FOSS) Android-apps. De oplyser ikke antal downloads.

## Funktioner
- Automatisk opdatering, download og streaming af afsnit
- Variabel afspilningshastighed
- Understøttelse af Atom- og RSS-feeds
- Import/eksport af feeds med OPML
- Finde og importere feeds via iTunes og gpodder-tjenesten